# Печора (город)
Печо́ра (коми Печӧра) — город в Республике Коми Российской Федерации.
Административный центр муниципального района «Печора», образует городское поселение «Печора», «энергетическая столица» Республики Коми.

## Этимология
Образован в 1949 году из посёлков при станции Печора (официально открыта в 1950 году) и при речном порте Канин. Название посёлка и города происходит от гидронима Печора.

## Физико-географическая характеристика
Географическое положение

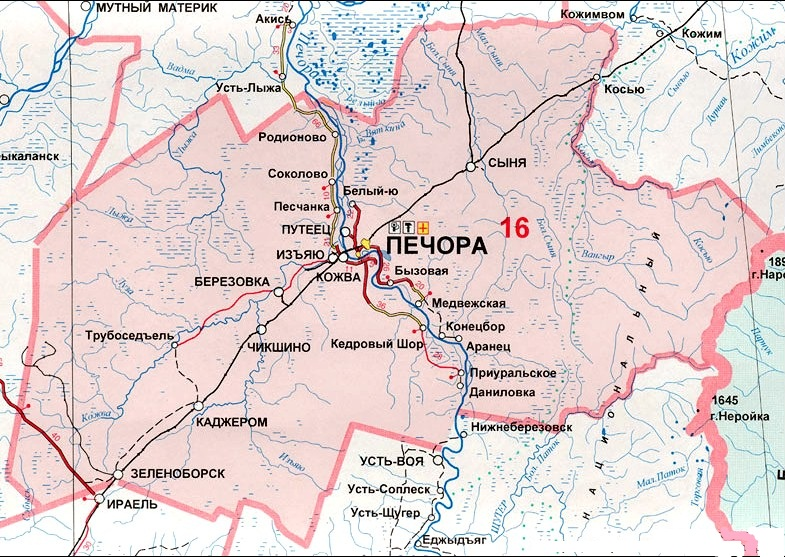
Карта Печорского района

Вид с набережной реки Печоры

Расположен в северо-восточной части республики, в 588 км к северо-востоку от Сыктывкара, на правом берегу реки Печоры, в месте её пересечения Северной железной дорогой.
Географические координаты города — 65°07’ с. ш. и 57°07’ в. д. Абсолютные отметки поверхности варьируют от 42 до 64 м. Находится в пределах Печорской низменности. Подстилающая поверхность территории образована водораздельным плато и террасированной долиной реки Печоры. Рельеф обладает всеми морфологическими признаками приречных областей (плоский, слабохолмистый).
В физико-географическом отношении территория города относится к Печорскому равнинному среднетаёжному природно-территориальному комплексу. В районе города выявлены месторождения нефти и газа, а также каменных материалов (кирпичные и огнеупорные глины, строительный камень, песок и песчано-гравийный материал).
В окрестностях города встречаются торфянисто-глеевые подзолы, аллювиальные болотные и лугово-болотные почвы. Растительность представлена луговой и болотной флорой, пойменными, а также берёзовыми, берёзово-еловыми и еловыми лесами.
Печора находится в подзоне Среднего Севера, район Крайнего Севера, где установлен районный коэффициент 1,3. Сумма баллов «северности» — 148. По суровости природных условий для проживания пришлого населения район Печоры относится к территории II зоны дискомфортности («Крайний Север»), отличающейся экстремально дискомфортными условиями.

### Часовой пояс
Город Печора, как и вся Республика Коми, находится в часовом поясе, обозначаемом по международному стандарту как Moscow Time Zone (MSK). Смещение относительно UTC составляет +3:00.

### Климат
Климат умеренно континентальный с длительной умеренно суровой зимой и коротким прохладным летом с незначительным числом жарких дней. Среднегодовая температура воздуха −1,9 °C. Средняя месячная температура воздуха января −18,4 °C, июля +16,1 °C. Коэффициент континентальности климата 53 %. Средняя дата образования снегового покрова — 26 октября, разрушения — 10 мая. Продолжительность периода с устойчивым снеговым покровом достигает 192 дня, безморозного — 70 дней, активной вегетации — 73 дня. Сумма биологически активных температур выше +10 °C — около 1100 °C. Среднегодовое количество осадков около 580 мм. Зимой преобладает циклональный тип погоды, летом — антициклональный. Период белых ночей на широте Печоры продолжается в течение 79 дней с 12 мая по 30 июля.
- Среднегодовая скорость ветра — 3,2 м/с
- Среднегодовая влажность воздуха — 77 %

| Показатель                    | Янв.  | Фев.  | Март  | Апр.  | Май   | Июнь | Июль | Авг. | Сен. | Окт.  | Нояб. | Дек.  | Год  |
| ----------------------------- | ----- | ----- | ----- | ----- | ----- | ---- | ---- | ---- | ---- | ----- | ----- | ----- | ---- |
| Абсолютный максимум, °C       | 2,5   | 2,5   | 11,0  | 21,9  | 30,6  | 34,1 | 34,9 | 32,4 | 27,6 | 20,0  | 7,7   | 3,5   | 34,9 |
| Средний суточный максимум, °C | −14,4 | −13   | −3,6  | 2,5   | 9,5   | 18,0 | 21,7 | 16,9 | 10,3 | 2,2   | −7,3  | −11,9 | 2,6  |
| Средняя температура, °C       | −18,4 | −17,2 | −8,9  | −3,2  | 4,2   | 12,3 | 16,1 | 12,0 | 6,5  | −0,2  | −10,5 | −15,7 | −1,9 |
| Средний суточный минимум, °C  | −22,5 | −21,4 | −13,7 | −8,3  | −0,3  | 7,4  | 11,1 | 8,0  | 3,6  | −2,5  | −13,8 | −19,7 | −6   |
| Абсолютный минимум, °C        | −54,7 | −56   | −44,7 | −35,7 | −23,3 | −5,6 | 0,1  | −3,1 | −9,5 | −33,9 | −43,3 | −52,5 | −56  |
| Норма осадков, мм             | 42    | 32    | 31    | 33    | 45    | 67   | 72   | 77   | 62   | 63    | 49    | 50    | 623  |
| Источник: Погода и климат     |       |       |       |       |       |      |      |      |      |       |       |       |      |

## История
В 1903 году известный исследователь Русского Севера В. А. Русанов предпринял крупную экспедицию по реке Печоре, проплывая мимо живописных крутых берегов, где через почти 40 лет возник город Печора. 

Летом 1940 года, в связи со строительством Северо-Печорской железной дороги (1937—1942), в районе нынешнего депо и вокзала железнодорожной станции Печора начал работу строительный отряд, состоящий в основном из заключённых ГУЛАГа. Первые временные жилища (землянки и бараки) стали называть посёлком железнодорожной станции Печора. Этим же летом 1940 года на реке Печоре была построена пристань Канин Нос, её первым начальником был назначен Н. А. Богатырёв. 

В конце 1942 года Северо-Печорская магистраль была сдана в постоянную эксплуатацию. 

Летом 1943 года немцы высадили в районе Печоры десант с целью взорвать мост через реку, однако члены диверсионной группы, состоявшей из советских военнопленных, добровольно сдались НКВД. 

18 января 1949 года разросшиеся посёлки железнодорожной станции Печора и пристани Канин Нос были объединены и получили статус города. Этот день считается официальной датой основания Печоры. Административный центр Кожвинского района был перенесён из Кожвы в Печору.
Печора стала одним из основных транспортных узлов республики: к водным и железнодорожным путям сообщения добавились ещё и воздушные — в 1956 году был построен аэродром «Печора». В связи со строительством близ города радиолокационной станции типа «Дарьял» системы предупреждения о ракетном нападении (СПРН) в январе 1974 года было начато строительство Печорской ГРЭС. Стройка получила статус всесоюзной, первый энергоблок был введён в эксплуатацию 5 февраля 1979 года. Таким образом, Печора стала «энергетической столицей» Коми АССР — сейчас на Печорской ГРЭС вырабатывается около одной трети всей электроэнергии Республики Коми.
В 1990-е годы закрылось несколько крупных предприятий. Жители стали активно переезжать в южные территории России. Население города в 1991 году составляло 66,5 тысяч жителей, а по состоянию на 2011 год в городе проживает 48,9 тысячи человек.
В настоящее время градообразующие предприятия Печоры работают более-менее стабильно, а темпы снижения численности населения замедляются. Город начал медленно развиваться. В 2010 году принят генеральный план развития Печоры до 2030 года.

## Символика города

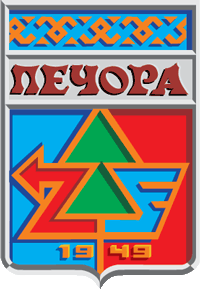
Герб (1983—2012) и эмблема города (с 2012)

Герб города разработал художник В. С. Худяев. Герб был утверждён 15 сентября 1983 года. Щит герба вертикально разделён на две половины — светло-синюю и красную, повторяющих цвета государственных флагов РСФСР и Коми АССР. Между светло-синей и красной половинами щита расположено стилизованное изображение зелёной ели. Ель обрамляет голубое крыло, которое символизирует, что Печора — город транспортников, ломаная красная стрела — символ энергетиков. Внизу герба — дата «1949» — год образования города. Герб венчает золотой коми национальный орнамент. Голубая полоса символизирует великую северную реку — Печору, от которой произошло название города. Надпись «Печора» выполнена в подражание древнепермской письменности (абур, анбур), которая была создана миссионером Стефаном Пермским во 2-й половине XIV в. С 2012 года у города новый герб.
Неофициальным гимном города многие считают песню «Огни Печоры».

## Население
| 1959    | 1967    | 1970    | 1979    | 1987    | 1989    | 1991    | 1992    | 1996    |
| ------- | ------- | ------- | ------- | ------- | ------- | ------- | ------- | ------- |
| 30 586  | ↗38 000 | ↘37 803 | ↗56 361 | ↗64 000 | ↗64 746 | ↗66 500 | ↘65 400 | ↘62 400 |
| 1998    | 2002    | 2003    | 2005    | 2006    | 2007    | 2008    | 2009    | 2010    |
| ↘60 400 | ↘48 700 | →48 700 | ↘47 700 | ↘47 200 | ↘46 900 | ↘46 700 | ↘46 099 | ↘43 105 |
| 2011    | 2012    | 2013    | 2014    | 2015    | 2016    | 2017    | 2018    | 2019    |
| ↘43 100 | ↘42 296 | ↘41 716 | ↘41 189 | ↘40 910 | ↘40 653 | ↘40 048 | ↘39 400 | ↘38 784 |
| 2020    | 2021    | 2024    |         |         |         |         |         |         |
| ↘38 229 | ↘35 254 | ↘34 001 |         |         |         |         |         |         |

На 1 января 2025 года по численности населения город находился на 451-м месте из 1124 городов Российской Федерации.
Национальный состав (данные по переписи населения 2010 года): русские — 74,7 %, коми — 13,2 %, украинцы — 5,7 %.

## Местное самоуправление
Главы городского поселения «Печора»:
- С октября 2008 года по октябрь 2012 года — Владимир Евгеньевич Менников (Партия «Единая Россия»)
- С 18 октября 2012 года по 25 декабря 2012 года — Константин Валерьянович Гаркайс (Партия «Единая Россия»)
- С 25 декабря 2012 года по сентябрь 2015 года — Владимир Анатольевич Анищик (и. о.) (Партия «Единая Россия»)
- С сентября 2015 года по 30 сентября 2021 — Александр Исаевич Шабанов (и. о. до 4 октября 2016) (Партия «Справедливая Россия»[31])
- С 30 сентября 2021 по настоящее время — Бака Александр Иванович (Партия «Единая Россия»)

## Связь
В городе и районе действует 5-значная система нумерации. Городская телефонная сеть обслуживается компанией ОАО «Северо-Западный Телеком».
Также в городе и районе действуют следующие операторы мобильной связи:
- МТС
- Билайн
- МегаФон
- Теле2

Интернет-провайдеры
- ОАО «Ростелеком»
- ЗАО «ТрансТелеКом»

## Экономика

### Промышленность
Ведущая отрасль промышленности города — электроэнергетика. В городе функционирует филиал Печорская ГРЭС АО «Интер РАО — Электрогенерация», первый энергоблок которой был введён в эксплуатацию в 1979 году. В настоящее время на ГРЭС работают 5 энергоблоков общей установленной мощностью более 1 млн кВт (мощность первой очереди — 1,26 млн кВт). Печорская ГРЭС вырабатывает около 1/3 электроэнергии в республике и является одним из крупнейших предприятий электроэнергетики на Европейском Севере России.
Со второй половины 1990-х годов на вторую позицию в экономике города вышла нефтедобывающая промышленность, обеспеченная на перспективу значительными промышленными запасами нефти и газа. В районе Печоры установлены запасы более 20 месторождений углеводородного сырья. Добычу нефти на территории района ведут крупные нефтяные компании («Лукойл» и др.)
По территории района проложены: нефтепровод Усинск — Печора — Ухта — Ярославль; газопроводы Усинск — Печора, Западный Соплеск — Печора, Ямал — Европа, Бованенково — Ухта; метанолопровод Кожва — Вуктыл.
С 1979 года в городе работает «Печорский завод железобетонных изделий».
С 1987 года осуществляет деятельность предприятие «Сплав-Плюс», специализирующееся, в основном, на производстве различных металлоконструкций.

### Финансовые услуги
На территории города население обслуживают несколько банковских учреждений: «Сбербанк», банк «Открытие», Совкомбанк, банк «Северный кредит», «Газпромбанк», "Альфа Банк", "Банк ВТБ".

## Транспорт

### Автобусное сообщение[32]
Печорское автотранспортное предприятие было организовано 15 марта 1955 года. Оно имело два грузовика, три автобуса ПАЗ-651 и два грузотакси.
Ныне действует четыре городских автобусных маршрута №№ 1 Горбольница — Железнодорожный вокзал, 2 Аэропорт — Железнодорожный вокзал, 6 Городское кольцо (Печорский проспект — Гостиница Космос — Печорский проспект), 9 Горбольница — Улица Комсомольская — Площадь Горького. Пригородное сообщение представлено маршрутами №№ 102С Печора — Белый-Ю, 103С Печора — Медвежская — Конецбор, 105 Печора — Путеец, 112к Печора — СОТ "Автотранспортник", 115к Печора — СОТ "Строитель" — Бызовая, 104 Озёрный — Изъяю — Соколово, 107 Усть-Кожва — Озёрный. Маршруты обслуживаются автобусами малого и среднего класса. Перевозчик — ИП Хомич А.В. МБУ ПТК, ИП Дмитрук. Стоимость проезда (по состоянию на 2022 год) составляет 21 рубля по городу.

### Автомобильное сообщение
Круглогодичного сообщения с «Большой землёй» нет. Покинуть город можно, воспользовавшись паромом или зимней переправой.

### Водный транспорт
В январе 1932 года для организации регулярного грузового и пассажирского судоходства на реке Печоре было создано Печорское речное пароходство, которое с 1946 года размещается в Печоре. В июне 1940 года для транспортного обслуживания строительства Северной железной дороги был организован речной причал Канин Нос. В конце 60-х — начале 70-х гг. он был подвергнут технической реконструкции и стал основой для строительства двух очередей Печорского речного порта, последовательно введённых в эксплуатацию в 1974 и 1978 гг. С этого времени Печорский речной порт стал одним из крупнейших на Европейском Северо-востоке России. Ныне ОАО Судоходная компания «Печорское речное пароходство» — крупнейшее транспортное предприятие в бассейне реки Печоры. 
Ликвидировано 27 декабря 2019 г. Причина. Прекращение деятельности юридического лица в связи с его ликвидацией на основании определения арбитражного суда о завершении конкурсного производства.

### Воздушный транспорт

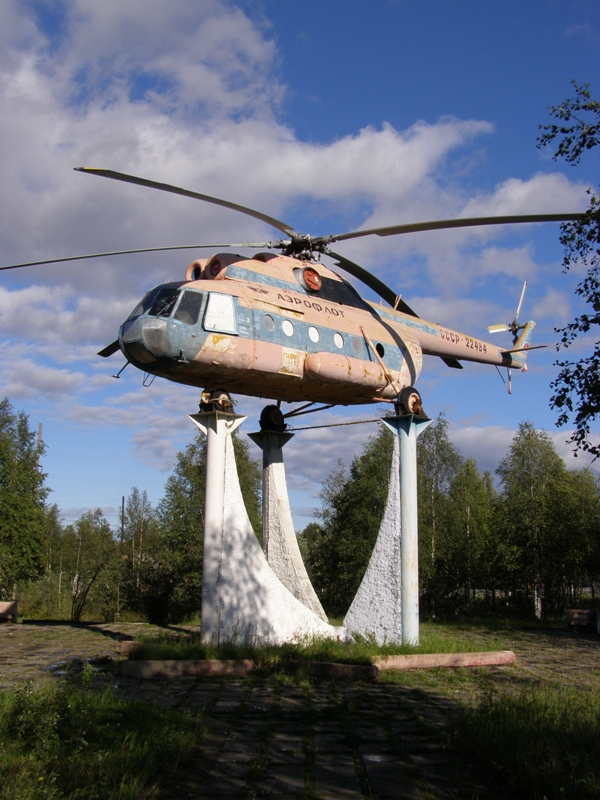
Вертолёт Ми-8 на постаменте рядом со зданием аэропорта

Авиапредприятие в городе действует с 1956 года. В настоящее время два раза в неделю (вторник и четверг) осуществляются рейсы «Печора — Сыктывкар» и обратно.

### Железная дорога
В ходе строительства Северо-Печорской железнодорожной магистрали была открыта железнодорожная станция и в 1941 году организовано Печорское локомотивное депо Воркутинского отделения Северной железной дороги. С 1971 г. локомотивное депо утверждено базовым предприятием МПС по испытанию тепловозов в северных климатических условиях, с 1985 г. — по внедрению новой техники на железнодорожном транспорте, в настоящее время — по переоборудованию действующих магистральных тепловозов. С 2010 года локомотивное депо «Печора» переименовано в «Печора-Северная».

## Жилищно-коммунальное хозяйство
Общая площадь городских земель в пределах черты города — 28,9 км². В городе действуют единые системы отопления, канализации и водоснабжения для промышленных и селитебных зон. Доля застроенных земель в общей площади городских земель составляет 31 %. Площадь зелёных насаждений в пределах застроенной территории равна 28 га, из них 8 га приходится на парк. Территория зелёной зоны вокруг Печоры достигает 9,2 тыс. га, в том числе покрытая лесом — 6,8 тыс. га. Город Печора изначально формировался как два отдельных посёлка, возникших при железнодорожной станции и речной пристани. И, несмотря на интенсивную застройку обеих частей города в советский период, Печора до сих пор не представляет собой единой градостроительной структуры. Природным препятствием для образования единого жилого массива служит заболоченное понижение, которое не позволяет сомкнуться железнодорожной и речной частям города. Часть городских земель попадает в зону паводковых затоплений. В 1950-60-е гг. город застраивался в основном малоэтажными деревянными жилыми домами, в последующие годы — 5- и 9-этажными зданиями в кирпичном и панельном исполнении.

## Культура

Памятник В. А. Русанову

Муниципальная сеть учреждений культуры и дополнительного образования представлена следующими учреждениями:
- Городское объединение «Досуг» объединяет около 300 участников художественной самодеятельности в 22 коллективах. На базе ГО «Досуг» также действуют три клуба по интересам и 6 общественных организаций.
- «Центр досуга и кино» включает в себя 25 клубных формирований.
- Клубное объединение «Меридиан» включает в себя 21 филиал в сельских и городских поселениях МР «Печора».
- «Печорская межпоселенческая централизованная библиотечная система». В Печорскую ЦБС входит 22 библиотеки: 6 — в городе и 16 — в Печорском районе. Созданы новые типы библиотек: библиотека-клуб в посёлке Берёзовка (1997), библиотека-музей в селе Соколово (2004).
- Печорский историко-краеведческий музей.
- Школа искусств г. Печоры; имеет отделения скрипки, баяна, гитары, аккордеона, домры, балалайки, фортепиано; художественное, театральное. ДПИ — декоративно прикладное искусство (на базе бывшей студии ДПИ «Шондiбан»).

В 1969 году на общественных началах в городе был открыт историко-краеведческий музей, в 1977 году он получил статус государственного. Имеет филиал в здании школы № 83. 30 октября 2001 года в здании историко-краеведческого музея была открыта отдельная экспозиция «Покаяние», посвящённая жертвам политических репрессий.
В городе установлен единственный в России памятник полярному исследователю В. А. Русанову, совершившему в 1901—1903 годах экспедицию в бассейн реки Печоры, является своеобразным символом города. Также есть памятники Кирову, М. Горькому.
Действует несколько домов культуры, в том числе д/к речников и д/к железнодорожников, причем оба внесены в государственный список памятников истории и культуры. 

Есть сеть массовых библиотек, детский парк культуры и отдыха имени Володи Дубинина. 

В Печоре размещены учреждения национального парка «Югыд Ва».

## Образование
Печорское речное училище (с 2006 года филиал Санкт-Петербургского государственного университета водных коммуникаций) — крупное учебное заведение по подготовке высококлассных специалистов для речного флота, располагающее современной материальной базой. Тысячи выпускников училища работают в 23 бассейнах России и в разных широтах мирового океана.
Печорский промышленно-экономический техникум — одно из самых больших учебных заведений Печоры. В нём обучается более тысячи человек по 16 профессиям начального и 4 специальностям среднего профессионального образования. С 2009 года открыто заочное отделение по специальностям «строительство и эксплуатация зданий и сооружений», «электрические станции, сети и системы». В техникуме 11 учебных корпусов, современный производственный комплекс, включающий в себя кондитерский цех, 2 учебных магазина, парикмахерскую «Дебют».
В системе общего образования действует 8 школ, в том числе одна гимназия.

## Спорт
Печорская детско-юношеская спортивная школа (с филиалом в СОШ п. Кожва) объединяет более 600 воспитанников, занимающихся в следующих спортивных секциях:
- отделение единоборств: вольная борьба, борьба самбо, рукопашный бой;
- отделение лыжных гонок;
- отделение плавания;
- отделение спортивных игр: футбол, волейбол, баскетбол, шахматы.

В ГОУ ДОД «Печорская ДЮСШ» входят: стадион, Дворец спорта имени И. Кулакова, спортивные базы.
27 декабря 2013 года был открыт ледовый дворец «Сияние Севера».

## Средства массовой информации

### Печатные издания
- Газета «Печорское время»
- Печорский еженедельник «Волна»

### Телевидение
ООО «Телерадиокомпания „Волна-плюс“»
- кабельное телевидение
- эфирное вещание

### Радио
- 102,2 МГц «Европа Плюс»
- 102,7 МГц «Авторадио»
- 103,2 МГц «Радио Рекорд»
- 104,9 МГц «Радио России» / «ГТРК Коми Гор»
- 106,0 МГц «Радио Ваня»
- 106,6 МГц «Love Radio»

## Религия
Действует Печорский Богородицкий Скоропослушнический монастырь — до 2005 года самый северный женский православный монастырь в мире.
В декабре 2006 года был открыт храм Спаса Нерукотворного, его здание находится в процессе строительства.

Заголовок
Печорский Богородицкий Скоропослушнический монастырь
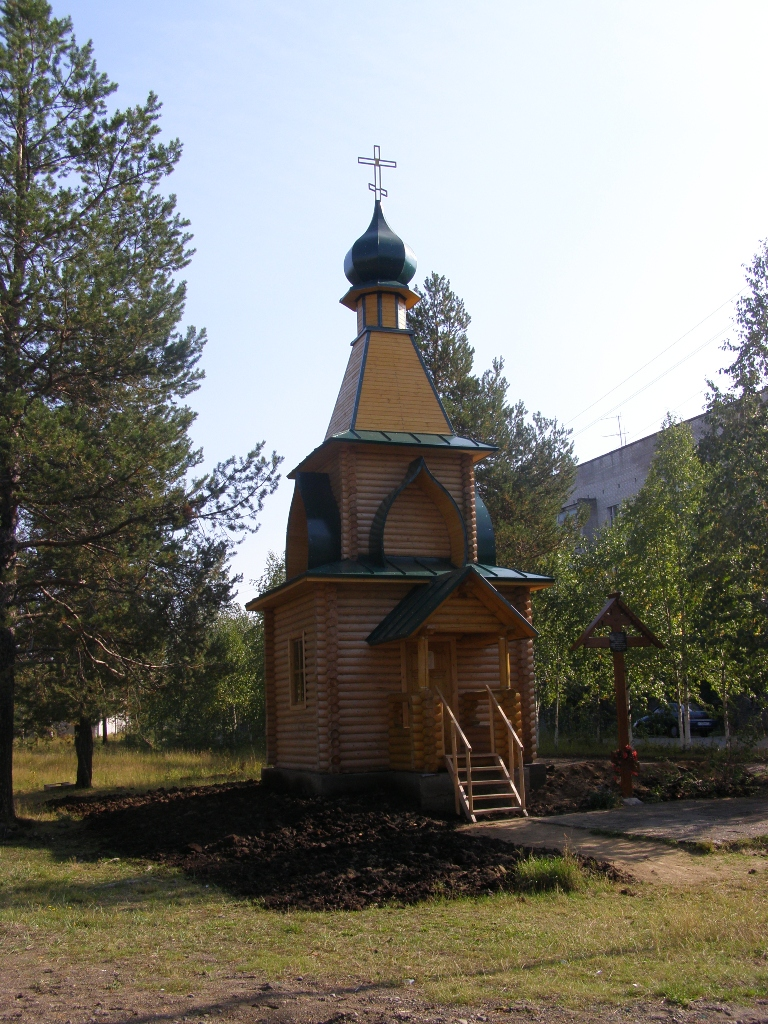
Часовня на месте бывшего кладбища Печорлага
Строящийся храм Спаса Нерукотворного

## Достопримечательности города Печора

### Памятники архитектуры
| Фото | Описание |
| ---- | --- |
|      | Печорский ДКЖ построен в 1949 году как театральное здание культурно-воспитательного отделения «Печоржелдорстроя» МВД СССР. Театральная труппа насчитывала около 140 актёров, певцов, музыкантов. С 1954 — ДК железнодорожников Воркутинского отделения Северной железной дороги. Находится на ул. Советской. Внесён в государственный список памятников истории и культуры. |

## Церкви и часовни
| Фото | Описание |
| ---- | --- |
|      | Печорский Богородицкий Скоропослушнический монастырь основан 22 марта 1993 на месте молитвенного дома, переоборудованного из барака, в котором находились в 1930—1950-е годы заключённые Печорлага. Впоследствии перестроен, сооружён сестрицкий корпус, колокольня, хозяйственные постройки. В монастыре находится чудотворная икона Божией Матери «Скоропослушница» (празднование 18.07 установлено Священным Синодом Русской Православной Церкви Московского Патриархата). Действующий храм — великомученицы Варвары. Адрес: 169600, Республика Коми, г. Печора, ул. Лесокомбинатовская, 37а |
|      | Находится на ул. Русанова. Здание храма в процессе строительства. Учреждён в конце 2006 года. |
|      | Часовня памяти новомучеников российских. Открыта в 2009 году на месте старого кладбища, на котором были захоронены заключённые лагеря ГУЛАГа . Архитектор — Николай Делибалтов. |

### Скульптурные памятники
| Фото | Описание |
| ---- | --- |
|      | Памятник создан известным коми скульптором Ю. Г. Борисовым. Открыт в 1967 году. Это первый в стране памятник В. А. Русанову — известному путешественнику, который, в частности, исследовал и Печорский край. На постаменте высечены пророческие слова, приписываемые Русанову: «Придёт ли время, когда на том берегу Печоры будет построен город, а здесь разбит прекрасный парк, и этим изумительным зрелищем будет наслаждаться рабочий люд». Ничего подобного в сохранившихся дневниках исследователя не обнаружено. Автором является печорский журналист. |
|      | Есть предположение, что это один из вариантов памятника Горькому в Москве, созданный под руководством знаменитой Веры Мухиной. Установлен 6 сентября 1960 года около кинотеатра, носящего имя пролетарского литератора и открытого двумя годами раньше. Скульптура выполнена из гранита и поставлена на четырёхгранный постамент — столб с фигурным цоколем и широкой пирамидальной базой. Писатель изображён в полный рост. Высота фигуры — 3,5 м, а всего памятника — 7 м. Монумент исполнен в стиле сталинского ампира. |
|      | Памятник С. М. Кирову был установлен в 1964 году. Авторы памятника: скульптор —Кондратьев и архитектор — Холменский. В установке памятника принимали участие курсанты Печорского речного училища. За одну ночь они выложили постамент, на который утром водрузили мощную фигуру.(Здесь неточность: технологически невозможно выполнить перечисленное в течение суток. Хотя бы потому, что требуется время для набора раствором необходимой прочности.) Она стоит на четырёхгранном постаменте из серого цемента и одета кованой медью. Общая высота памятника — 5,5 метра, высота фигуры — 3,5 метров, высота постамента — 2 метра. На постаменте надпись — «Кирову». Он изображён произносящим речь. Памятник находится под государственной охраной по Постановлению Совета министров Коми АССР № 131 от 30.03.1971 года. |
|      | Скульптурный памятник, изображающий воинов-освободителей, установлен в городе Печоре возле площади Победы у входа в небольшой городской парк. Этот проект — типовой, такие же стоят во многих других городах бывшего СССР. Его автором был Исаак Шпинер. Памятник был изготовлен по заказу в городе Харькове и передан печорцам в дар к тридцатилетию Победы над фашизмом, и монумент был открыт 9 мая 1974 года и был зажжён Вечный огонь. Памятник был сделан из цемента с мраморной крошкой. А спустя год и открыта Аллея Славы, где были установлены надгробия с именами павших печорцев. Там были заложены капсулы, в которых хранится земля из городов-героев бывшего СССР. |

### Обелиски и памятные знаки
| Фото | Описание |
| ---- | --- |
|      | Памятный знак жертвам сталинских репрессий, установленный в 1992 году силами общества «Мемориал» и печорской православной церкви на месте массовых захоронений узников ГУЛАГа в районе кладбища за железной дорогой. |
|      | Открыт 16 сентября 2000 года. Установлен в память о печорцах, погибших в локальных военных конфликтах. Находится на ул. Ленинградской, в самом её начале. |
|      | На углу Печорского проспекта и улицы Мира возвышался макет башенной буровой вышки. Это памятник всем, кто вложил и вкладывает свой труд в разведку и добычу нефти и газа в Печорском районе. Буровая для Печоры — символ огромного труда, отданного в дело освоения Северного края. В 2021 году памятник реставрирован частично (не восполнены утраты) . |

### Техника на постаменте
| Фото | Описание |
| ---- | --- |
|      | Вертолёт — памятник авиаторам, осваивавшим Север на винтокрылых машинах. И, хотя первыми вертолётами в Печоре были Ми-4 и Ка-18, как памятник был установлен вертолёт Ми-8, потому что старых машин уже не осталось на предприятии. Получился обобщённый памятник авиаторам Печоры. Чертёж постамента выполнил В. Г. Савин. Изготавливали и устанавливали Н. Струков и Липатов. В настоящее время вертолёт отреставрирован и находится в идеальном состоянии. Установлен в сквере неподалёку от аэропорта. |
|      | Паровоз серии «ЛВ» установлен около Печорского локомотивного депо. Он символизирует собой труд первых работников Северной железной дороги, которые осваивали наш край. Экземпляр этого паровоза был найден в Ираеле, приведён в порядок и установлен в Печоре в 2000 году. |